# Farah Pahlaví
Farah Pahlaví, rozená Farah Díba (persky فرح پهلوی‎, * 14. října 1938 Teherán) je bývalá íránská císařovna (šáhbanú).
Pochází z rodiny vysokého důstojníka íránské armády, která po otcově předčasné smrti zchudla. Absolvovala lyceum v Teheránu a pak studovala na pařížské École Spéciale d'Architecture, kde se seznámila s íránským panovníkem Muhammadem Rezou Pahlavím, který byl v té době dvakrát rozvedený a neměl mužského potomka. Provdala se za něj 20. prosince 1959. Původně užívala titul královny, v roce 1967 byla korunována na císařovnu, což mělo symbolizovat emancipaci íránských žen. Se šáhem Pahlavím měla čtyři děti: Kýros Rezá Pahlaví, Farahnaz Pahlaví, Alí Rezá Pahlaví a Leila Pahlaví. Jako panovnice se intenzivně věnovala sociální, vzdělávací a kulturní problematice, založila mezinárodní umělecký festival v Šírázu a Teheránské muzeum současného umění, byla patronkou čtyřiadvaceti dobročinných organizací.
V důsledku islámské revoluce odešla s manželem 16. ledna 1979 do exilu v Egyptě, kde Muhammad Rezá Pahlaví v roce 1980 zemřel na rakovinu. Později žila ve Spojených státech amerických a ve Francii. Napsala autobiografickou knihu, která vyšla v češtině pod názvem Paměti (Argo 2004).